# 船坂峠
船坂峠
- 兵庫県（播磨国）と岡山県（備前国）の県境にある峠。本項で詳述。
- 兵庫県西宮市中部、六甲山地東部にある峠。太多田川と仁川（いずれも武庫川の支流）の谷を分ける。

舟坂峠
- 兵庫県多可郡多可町と神崎郡市川町を結ぶ峠。

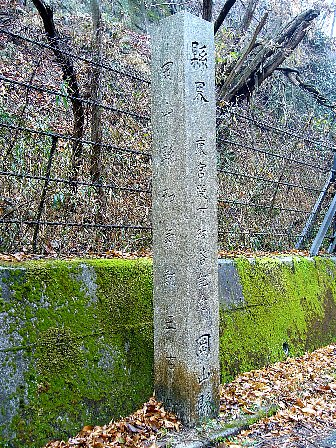
船坂峠旧道の「縣界」石碑

船坂峠（ふなさかとうげ）は、兵庫県赤穂郡上郡町梨ヶ原と岡山県備前市三石との間に位置し、両県の県境を成す峠。標高197 m。

## 歴史と文化
- 地名の由来は、「畝坂（うなさか）」で、丘陵地の連なったところの坂の意味であるらしい[1]。広島県にも、旧高宮町、現安芸高田市の旧村名に「船佐」があり、船佐・山内逆断層帯が露出しているほか、かつて船佐駅が存在した。
- 古くから山陽道の要所として、播磨国と備前国を分けた。明治時代に切り下げられるまで旧街道はもう少し高い地点で越しており、かつての街道と思しき地点に「從是西備前國」と刻まれた国境石（元禄16年建立）が残る。
- 古代には西の坂長（さかなが）（現備前市三石（みついし））に駅家が設置され、のちに麓に有年（うね）、三石の宿場ができ、江戸時代には関所もあった[2]。
- 付近では元弘2年（1332年）、元弘の変に敗れ隠岐へ配流される途中の後醍醐天皇を奪回すべく児島高徳が決起しており、石碑が残る。
- 現在でも両県及び近畿地方と中国地方の文化的境界となっており、ここを西に越えると、方言が播州弁（近畿方言系）から岡山弁（中国方言系）へ大きく変化する。
- 山陽本線にとっては急勾配の難所区間となっており、バイパス線として赤穂線が建設されたりした。
- 新国道2号において、この峠付近を抜ける道路は岡山県内ではなぜか交通事故の名所として知られている。

## 通過する交通路
- 鉄道
  - 西日本旅客鉄道（JR西日本）山陽本線
    - 下り線は船坂トンネル、上り線は新船坂トンネル。
    - 船坂トンネルの神戸方出入口に、近畿統括本部と岡山支社の境界標が設置されている。なお、国鉄時代も大阪鉄道管理局と岡山鉄道管理局の局界は同じ場所だった。
    - 上郡駅 - 三石駅の間は約10 km以上離れており、北陸トンネルを通過する敦賀駅 - 南今庄駅の約15 kmがハピラインふくいに移管された現在、JR西日本の在来線では最長距離の駅間となっている。山陽本線では同区間を通過する列車は和田岬線に次いで少ない。
- 道路
  - 国道2号（船坂トンネル）
  - 旧道（歩行者・自転車専用道路。昭和30年に船坂トンネルが開通するまでは国道だった）
  - 旧山陽道（未舗装）